# Тікваніу-Маре (комуна)
Тікваніу-Маре (рум. Ticvaniu Mare) — комуна у повіті Караш-Северін в Румунії. До складу комуни входять такі села (дані про населення за 2002 рік):
- Кирнеча (361 особа)
- Секешень (397 осіб)
- Тікваніу-Маре (831 особа)
- Тікваніу-Мік (362 особи)

Комуна розташована на відстані 360 км на захід від Бухареста, 26 км на південний захід від Решиці, 75 км на південний схід від Тімішоари.

## Населення
За даними перепису населення 2002 року у комуні проживала 1951 особа.
Національний склад населення комуни:
| Національність | Кількість осіб | Відсоток |
| -------------- | -------------- | -------- |
| румуни         | 1352           | 69,3%    |
| цигани         | 562            | 28,8%    |
| німці          | 11             | 0,6%     |
| угорці         | 9              | 0,5%     |
| серби          | 6              | 0,3%     |
| українці       | 5              | 0,3%     |
| хорвати        | 5              | 0,3%     |

Рідною мовою назвали:
| Мова       | Кількість осіб | Відсоток |
| ---------- | -------------- | -------- |
| румунська  | 1668           | 85,5%    |
| циганська  | 253            | 13,0%    |
| угорська   | 9              | 0,5%     |
| німецька   | 7              | 0,4%     |
| українська | 5              | 0,3%     |
| хорватська | 5              | 0,3%     |
| сербська   | 2              | 0,1%     |
| російська  | 1              | 0,1%     |

Склад населення комуни за віросповіданням:
| Релігія            | Кількість осіб | Відсоток |
| ------------------ | -------------- | -------- |
| православні        | 1550           | 79,4%    |
| греко-католики     | 298            | 15,3%    |
| баптисти           | 41             | 2,1%     |
| п'ятдесятники      | 35             | 1,8%     |
| римо-католики      | 13             | 0,7%     |
| не релігійні       | 5              | 0,3%     |
| реформати          | 2              | 0,1%     |
| старообрядці       | 1              | 0,1%     |
| не вказали релігію | 6              | 0,3%     |